# Auto-immolation d'Aaron Bushnell
Pour les articles homonymes, voir Bushnell.
Le 25 février 2024, le militaire américain Aaron Bushnell s'immole par le feu devant l'ambassade d'Israël à Washington, DC, afin de protester contre le soutien des États-Unis à Israël dans la guerre de Gaza et dénoncer le génocide des Palestiniens par Israël.

## Parcours d'Aaron Bushnell
Aaron Bushnell grandit au sein d'une famille conservatrice, fidèle du mouvement chrétien Community for Jesus et habitant dans son domaine religieux à Orleans (Massachusetts),,.
Aaron Bushnell commence sa carrière au sein de l'US Air Force (USAF) en mai 2020, après avoir suivi une formation de base et technique. Il est formé en tant que technicien de systèmes clients après avoir été formé en cybersécurité. Il travaille ensuite comme ingénieur DevOps pour l'USAF alors qu'il est basé à San Antonio, au Texas.
D'après ses proches, il aurait commencé à devenir critique de l'armée américaine à la suite du meurtre de George Floyd, qui l'aurait décidé de « prendre position contre toute violence sanctionnée par l'État ». Il a pour idéaux de réduire la pauvreté et d'abolir le capitalisme. Il aurait participé aux rassemblements d'une organisation socialiste ainsi qu'à des maraudes,,.

## Faits précédant son immolation
Une semaine avant son immolation, Aaron Bushnell discute avec l'un de ses amis à propos des sacrifices nécessaires à l'efficacité de leurs actions militantes. D'après cet ami, il ne mentionne alors aucune action violente ou autosacrificielle,.
Avant de s'immoler, Aaron Bushnell envoie un message à des sites orientés à gauche ainsi qu'à d'autres médias dans lequel il est écrit : « Aujourd'hui, j'ai l'intention de m'engager dans un acte extrême de protestation contre le génocide du peuple palestinien »,.
Le 25 février 2024, durant la matinée, Aaron Bushnell publie sur Facebook « Beaucoup d'entre nous se demandent « Qu'aurais-je fait si j'avais vécu au temps de l'esclavage ? Ou durant la ségrégation raciale aux États-Unis ? Ou durant l'apartheid ? Que ferais-je si mon pays était en train de commettre un génocide ? » La réponse est, vous le faites. En ce moment même. »

## Auto-immolation

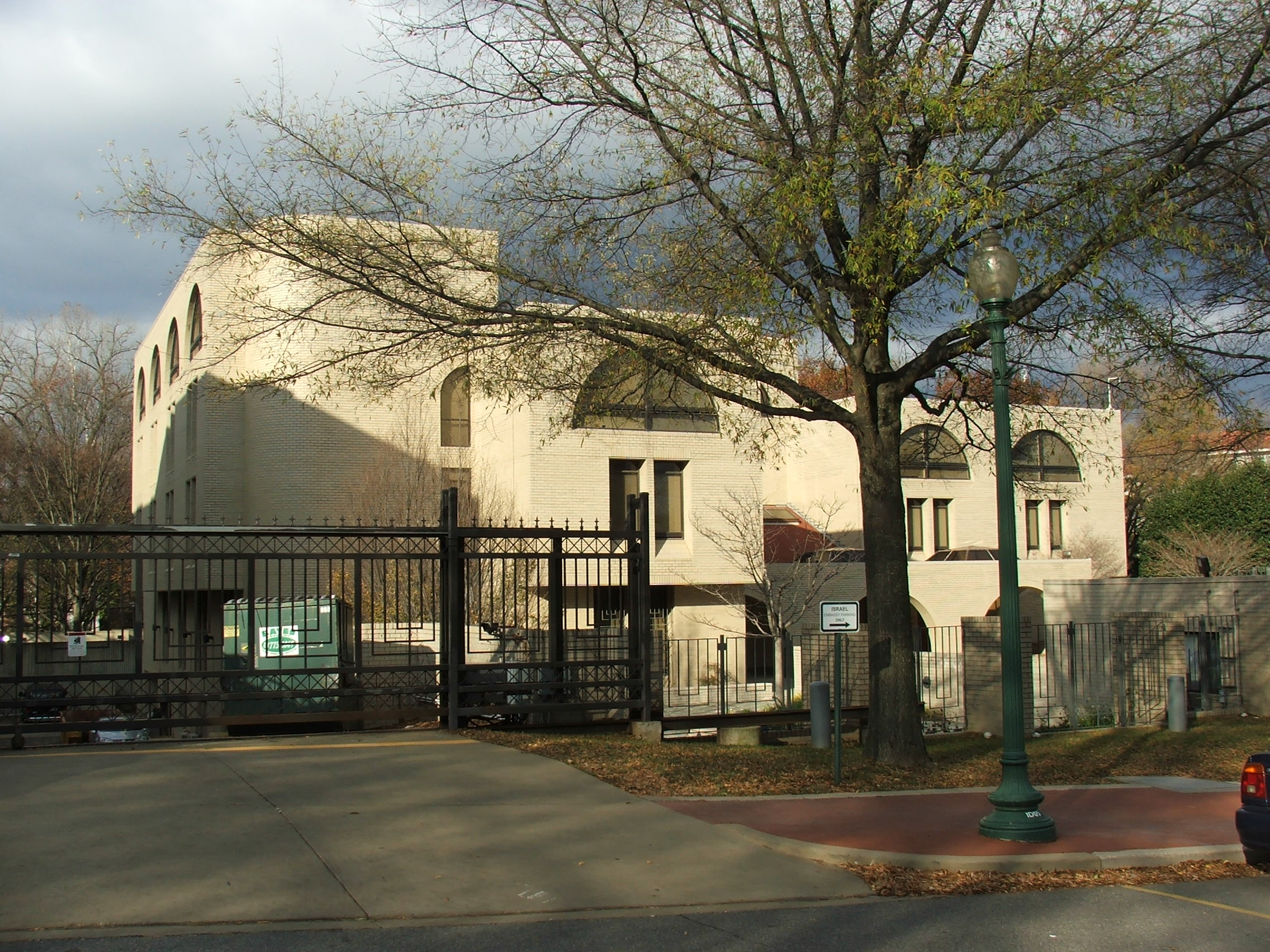
Ambassade d’Israël aux États-Unis devant laquelle Bushnell s’est immolé.

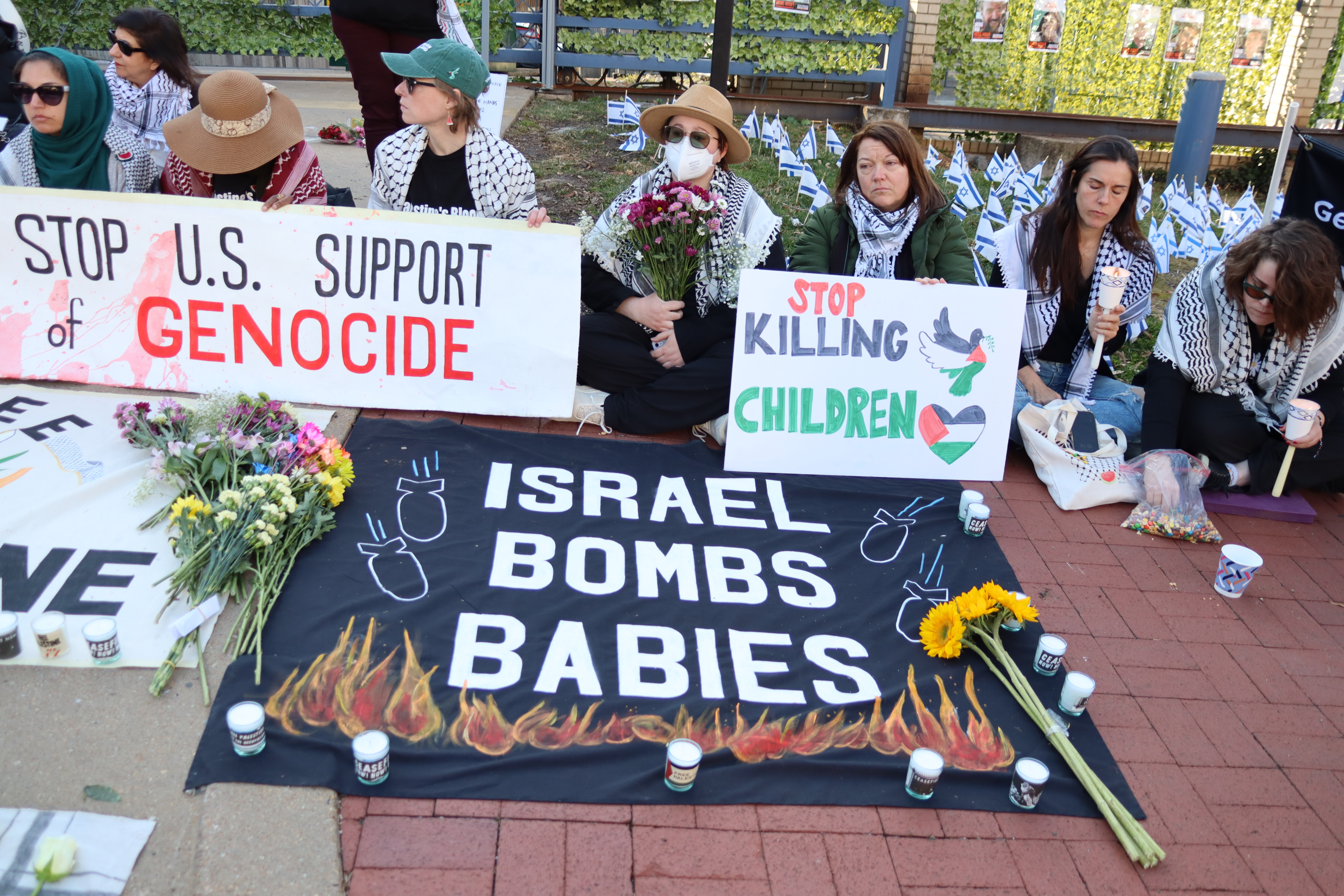
Veillée en l'honneur d'Aaron Bushnell devant l'Ambassade d’Israël aux États-Unis, le 26 février 2024.

Le 25 février 2024, vers 12 h 58, heure locale, Aaron Bushnell s'approche de l'ambassade israélienne à Washington, DC, dans l'intention de s'immoler par le feu en signe de protestation contre l'invasion de Gaza par Israël, et le soutien de ce dernier par les États-Unis. Il pose devant les portes de l'ambassade ce qui semble être son téléphone portable.
Il diffuse en direct la vidéo de son acte sur la plateforme de streaming Twitch, depuis un compte utilisateur qu'il avait précédemment créé sous le pseudonyme « LillyAnarKitty », dont la bannière de profil est un drapeau de la Palestine accompagné de la légende « Palestine libre ». Dans cette vidéo, on peut l'entendre déclarer : « Je suis un membre actif de l'armée de l'air américaine. Et je ne serai plus complice du génocide. Je suis sur le point de commettre un acte de protestation extrême. Mais comparé à ce que les gens ont vécu en Palestine aux mains de ses colonisateurs — ce n’est pas extrême du tout. C’est ce que notre classe dirigeante a décidé qu'il sera normal,,, », alors qu'il marche en direction de l'ambassade.
Il s'enduit alors d'un liquide inflammable avant de s'exclamer « Libérez la Palestine » et de jeter sur le côté le bidon contenant le liquide. Un agent de sécurité s'approche d'Aaron Bushnell pour lui demander s'il a besoin d'aide, mais il l'ignore. Aaron Bushnell s'est alors enflammé et a crié quatre fois de douleur « Libérez la Palestine ». Après avoir prononcé une dernière fois « Libérez la Palestine », il s’effondre au sol. Un policier ainsi qu'un officier des services secrets se sont alors approchés de lui, lui ordonnant de « se mettre au sol » à plusieurs reprises, l'officier des services secrets pointant une arme sur Aaron Bushnell.
Plusieurs agents de police sont intervenus sur les lieux et ont utilisé des extincteurs pour éteindre les flammes sur Aaron Bushnell. Il a été transporté par les pompiers de Washington DC et les services médicaux d'urgence vers un hôpital local, où il se trouve dans un état critique,. Il succombe à ses blessures le lendemain.
Ses derniers mots sont  « Free Palestine », en français : « Libérez la Palestine ».

## Conséquences
Les services secrets, la police métropolitaine et le Bureau de l'alcool, du tabac, des armes à feu et des explosifs ont annoncé qu'ils enquêteraient sur ce drame.
Twitch supprime la diffusion en direct de Bushnell en raison de violations des directives communautaires.

## Précédents

### Guerre Israël-Gaza
Il s'agit du deuxième acte d'auto-immolation par le feu aux États-Unis en signe de protestation contre la guerre menée par Israël à Gaza. Le 1er décembre 2023, une personne s'est grièvement blessée en tentant de s'immoler par le feu devant le consulat d'Israël à Atlanta. Un drapeau palestinien se trouvait sur les lieux selon les autorités locales.

### Guerre du Vietnam
Plusieurs actes d'auto-immolation ont également marqué la répression et la guerre au Vietnam. Thích Quảng Đức, moine bouddhiste vietnamien s'était immolé par le feu le 11 juin 1963 à Saigon, accusant la répression menée par le gouvernement du Vietnam du Sud. La vidéo de cette immolation avait fait le tour du monde et suscité la prise de conscience de la communauté internationale au sort réservé aux bouddhistes.
C'est aussi en signe de protestation « ultime » contre la guerre du Vietnam, soutenue alors par les États-Unis, que le pacifiste Norman Morrison s'était immolé par le feu le 2 novembre 1965 en face du Pentagone, à Washington.

### Printemps arabe
La révolution tunisienne a en partie été provoquée par l'auto-immolation par le feu de Mohamed Bouazizi, un vendeur ambulant tunisien. Le 17 novembre 2010, Mohamed Bouazizi se suicide par le feu, à cause de ses difficultés à trouver un travail, et de la confiscation de ses biens par le gouvernement. Cet évènement déclenche une vague de manifestations en Tunisie, puis dans le reste du monde arabe, de la part d'étudiants et de jeunes diplômés qui se retrouvent dans la même situation que lui.
Durant le Printemps arabe, d'autres cas d'auto-immolations et de tentatives d'auto-immolations surviennent, influencées par celle de Mohamed Bouazizi.